# Sacha Kljestan
Sacha Bryan Kljestan (Huntington Beach, 9 de setembro de 1985) é um ex-futebolista estadunidense que atuava como meio-campista.

## Carreira
Sacha Bryan Kljestan representou a Seleção de Futebol dos Estados Unidos nas Olimpíadas de 2008 e na Copa América de 2007.